# Maschito
Maschito (albanisch Mashqitë) ist eine italienische Gemeinde im Vulture-Gebiet in der Provinz Potenza in der Basilikata.

## Lage
Das Dorf erhebt sich in der Übergangszone zwischen dem lukanischen Apennin und der apulischen Küstenebene auf dem Hügel Mustafà. Der höchste Punkt des im Stadtgebiets ist der Monte Caruso (800 m). Das Territorium ist vorwiegend landwirtschaftlich geprägt, angebaut werden hauptsächlich Wein (Aglianico del Vulture), Oliven und Weizen. Außerdem gibt es kleine Waldgebiete. Einige Bäche durchfließen Maschito.
Die Nachbargemeinden sind: Forenza, Ginestra, Palazzo San Gervasio und Venosa.

## Bevölkerung
Maschito hat 1454 Einwohner (Stand am 31. Dezember 2023).
Die Bevölkerung Maschitos ist heute weitestgehend italianisiert, nur die Angehörigen der älteren Generation beherrschen noch Albanisch. Im Volkstum haben sich jedoch verschiedene Bräuche und Riten der Arbëresh erhalten.

## Geschichte
Im Gebiet Maschitos befand sich in römischer Zeit ein Castrum. Das seit dieser Zeit dort bestehende Dorf wurde nach einem Erdbeben im 14. Jahrhundert von seinen Einwohnern vollständig verlassen.
Die Wiederbesiedlung Maschitos begann um 1467 unter dem napoletanischen König Ferdinand II., als Skanderbeg ihm Truppen gegen die Anjou sandte. Nach der vollständigen Eroberung Albaniens durch die Osmanen 1478/79 flohen viele Albaner nach Süditalien und fanden unter anderem Zuflucht in Maschito. Eine weitere Zuwanderungswelle resultierte aus einem Vertrag zwischen Karl V. und Süleyman I. im Jahr 1533, infolge dessen viele Griechen und Albaner die dem osmanischen Reich überlassene Festungsstadt Koroni mit einem von Karl V. zur Verfügung gestellten Schiff verlassen durften und sich auch in der Gegend von Maschito ansiedelten. Zu dieser Zeit gehörte das Territorium Maschitos dem Erzbistum Venosa und dem Priorat Santo Sepolcro in Bari. 1539 wurde es vom Napoletaner Vizekönig einem Don Giovanni de Icis als Lehen verliehen, dessen Familie in der Folge über Maschito herrschte. Etwa zweihundert Jahre konnte sich in Maschito der griechisch-orthodoxe Ritus erhalten, bis unter dem Bischof Deodato Scaglia die Gemeinde zum lateinischen Ritus überging.
Im September 1943 war Maschito der Schauplatz eines der frühesten Aufstände gegen den Nationalsozialismus.

## Sehenswürdigkeiten

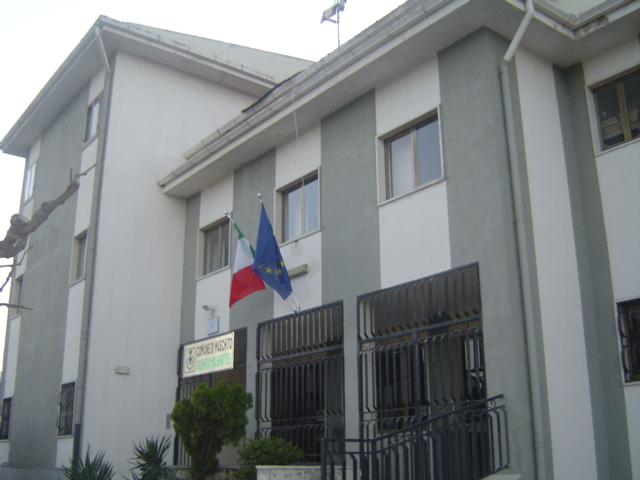
Haus der Gemeindeverwaltung

- Chiesa Matrice Sant’Elia Profeta

Diese einschiffige, stuckverzierte Kirche wurde im Jahr 1653 dem Stadtpatron Maschitos, dem Propheten Elias geweiht. 1698 erfolgte eine Umweihe zur Dreifaltigkeitskirche. 1909 musste sie wegen Baufälligkeit geschlossen werde, wurde jedoch 1950 nach umfänglichen Restaurierungsarbeiten wiedereröffnet. Zu ihrer Ausstattung gehören mehrere Gemälde des 17. Jahrhunderts, darunter eine Madonna der sieben Schleier.
- Kirche Madonna del Caroseno

Die Kirche wurde von den Albanern aus Koroni erbaut. 1930 wurde dort bei Restaurierungsarbeiten das Fresko einer Madonna mit Kind aus dem Jahre 1556 entdeckt. Außerdem birgt sie zwei Wandteppiche des 18. Jahrhunderts.
- Die Fontana Scanderbeg ist ein Renaissance-Brunnen aus weißem Stein zum Gedenken an den albanischen Helden Skanderbeg.

## Persönlichkeiten
- Luigi Giura (1795–1864), Ingenieur und Architekt